# Universidad de Daca
La Universidad de Daca (en bengalí, ঢাকা বিশ্ববিদ্যালয়) es la principal universidad estatal de Bangladés y está en Ramna, Daca. Se estableció en 1921. El rector es presidente de Bangladés, Abdul Hamid y el vicerrector de la universidad es Mohammad Akhtaruzzaman en el puesto desde 2017. 
La universidad tiene 13 facultades, 82 departamentos, 11 institutos y 39 centros de investigación. El número de profesores de la universidad es 1.805 (aproximadamente).